# Römische Wasserleitung (Vindobona)

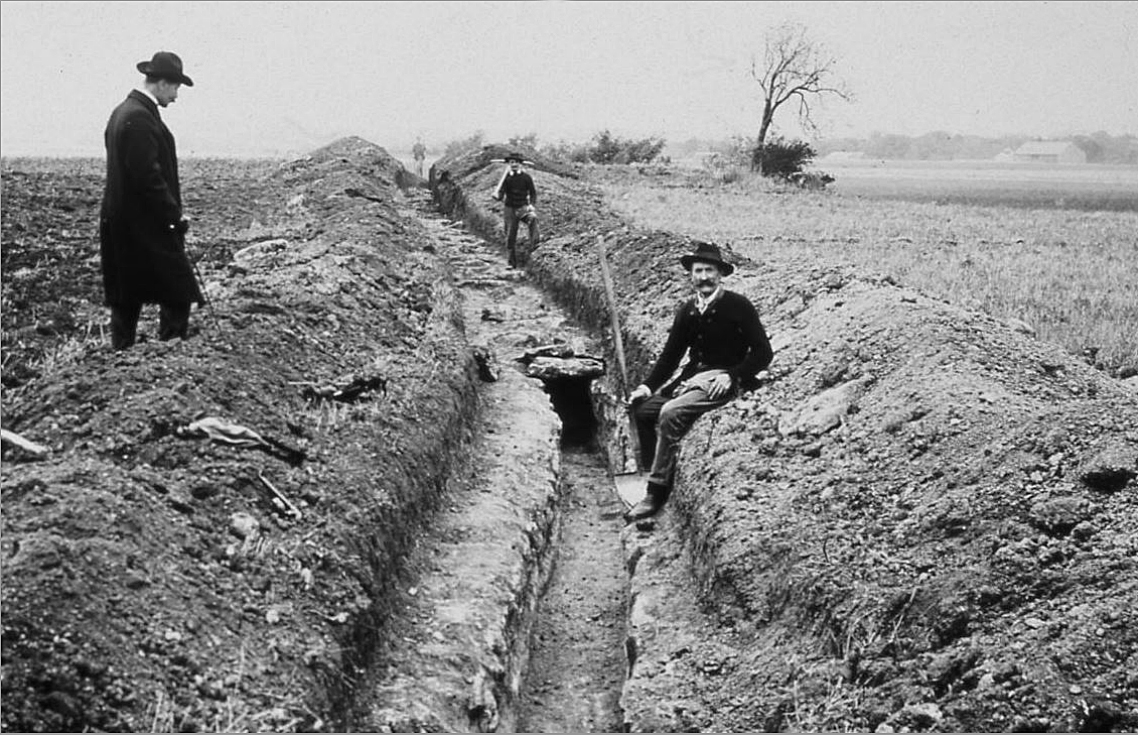
Verlauf der Wasserleitung beim Rosenhügel in Wien

Die römische Wasserleitung von Vindobona ist eine historische Wasserversorgungsanlage, die in die römische Zeit des 1. bis 3. Jahrhunderts n. Chr. datiert wird. Es wird angenommen, dass sie ca. 20 bis 30 km lang war, im oberen Liesingtal begann und zur Wasserversorgung des römischen Legionslagers Vindobona sowie von dessen Zivilstadt diente.
Reste wurden im 13. und 23. Wiener Gemeindebezirk an mehreren Stellen entdeckt. Urkunden oder andere Quellen aus ihrer Entstehungszeit, über die Zeit ihrer Nutzung oder über den Grund von deren Beendigung existieren nicht. Archäologische Ausgrabungen sind für mehrere Fundorte dokumentiert. Die Wasserleitung verlief, soweit die Fundstellen dies nahelegen, vom Tal der Liesing am Osthang des Wienerwaldes über die Gebiete der Orte Kalksburg, Liesing, Atzgersdorf, Lainz und Hietzing bis zum Tal der Wien.
Bei Untersuchungen der Geschichte Vindobonas ab dem 5. Jahrhundert wurde bemerkt, dass Gräberfelder aus dem 5. bis 9. Jahrhundert sich nicht nur neben ehemaligen römischen Straßenverbindungen befanden, sondern auffälligerweise auch im Umfeld der hier geschilderten, als „Hauptwasserleitung“ bezeichneten Leitung lagen. In diesem Zusammenhang ist publiziert, dass die Leitung eventuell noch im Frühmittelalter Wasser geführt haben könnte.

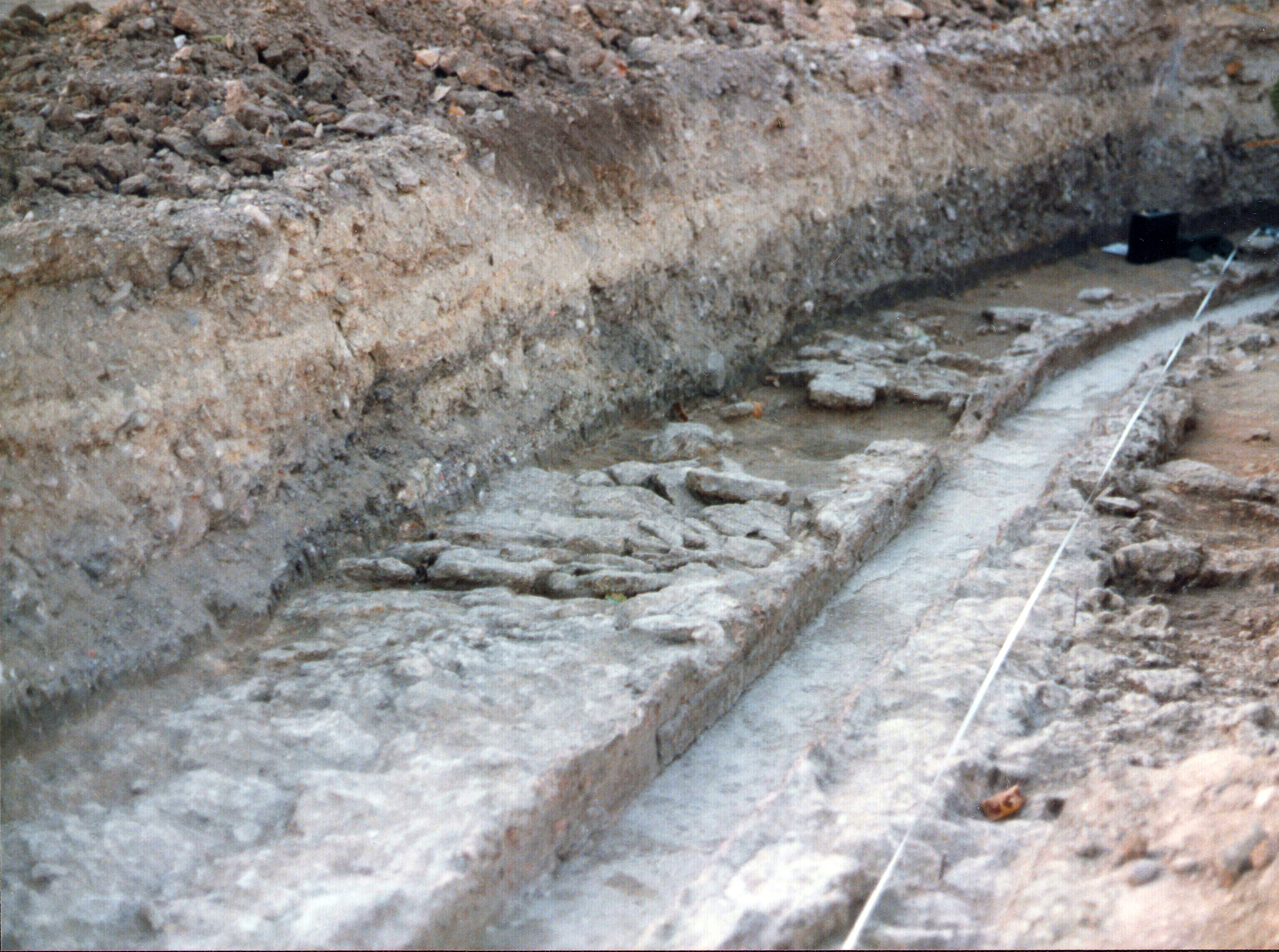
Die Wasserleitung war zumindest teilweise mit einem befestigten Begleitweg versehen: Fundstelle Anton-Krieger-Gasse/Rudolf-Zeller-Gasse in Atzgersdorf im Herbst 1992

Die Wasserleitung steht nicht unter Denkmalschutz.

## Verlauf

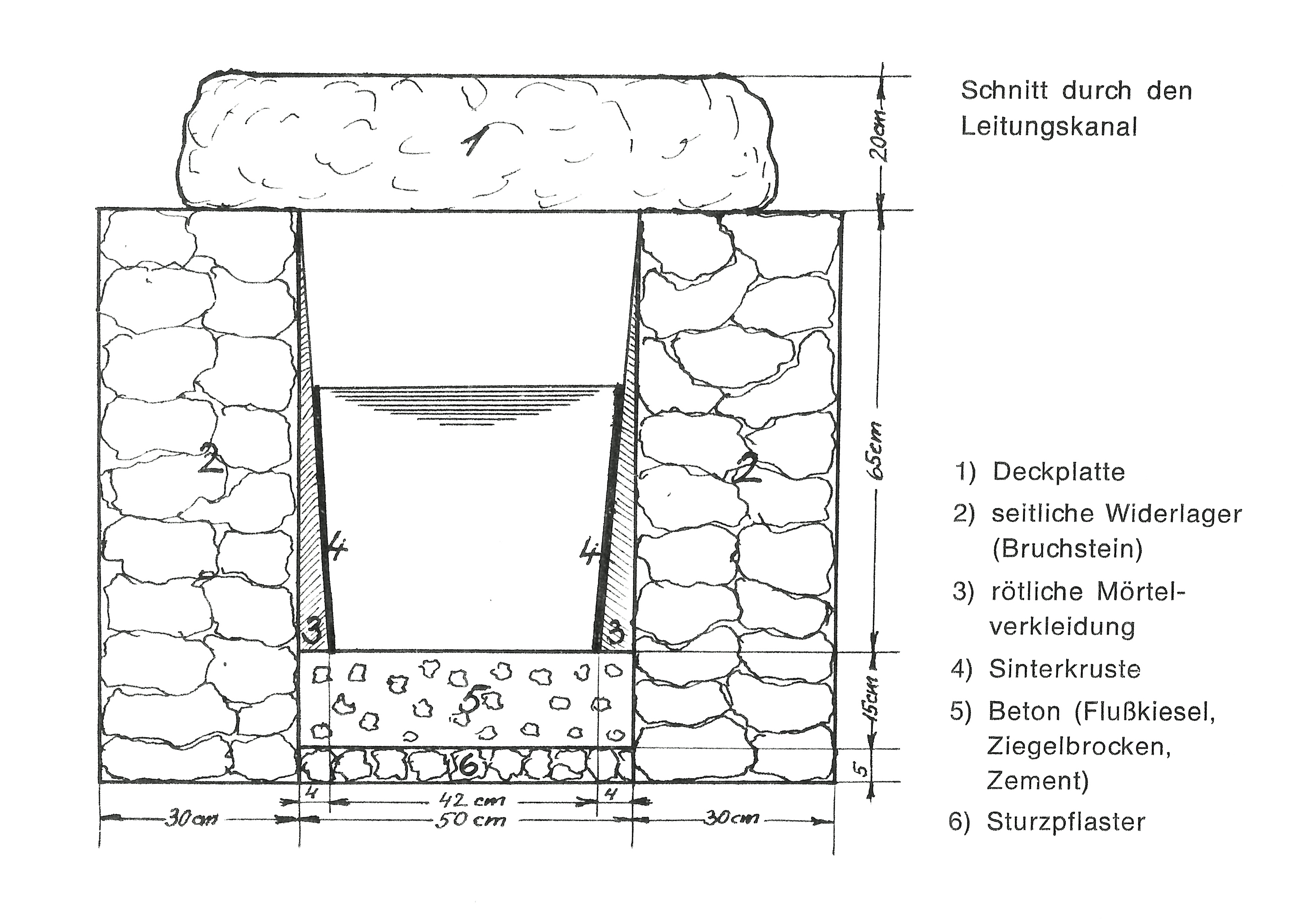
Leitungskanal mit Maßangaben des Bestandes am Rosenhügel

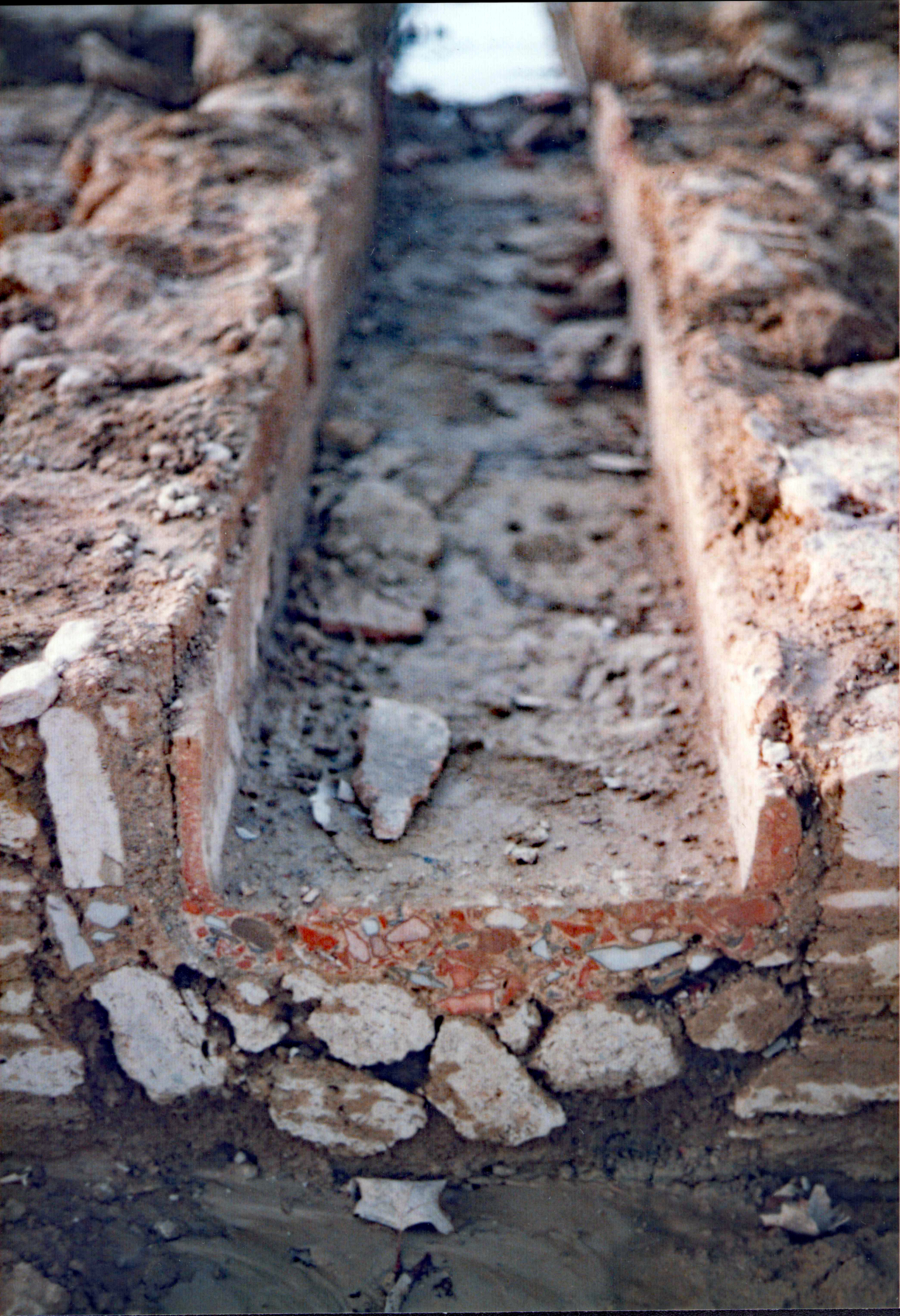
Schnitt durch den Leitungskanal bei der Fundstelle Anton-Krieger-Gasse/Rudolf-Zeller-Gasse in Atzgersdorf im Herbst 1992

### Vermuteter Beginn
Es gibt keine Belege über den Ort, an dem diese Wasserleitung begonnen hätte.
Es wird angenommen, dass die Wasserleitung am Oberlauf der Liesing oder eines ihrer Nebenflüsse wie dem Laaber Bach oder dem Gütenbach begann. Bei Laab im Walde wurde angeblich 1931 eine römische Wasserleitung gefunden. Die Fundmeldung ging durch die Tageszeitungen, wobei allerdings eine Zusammenschau der Meldungen zeigt, dass nicht eine römische Wasserleitung gefunden worden sein dürfte, sondern beim Bau der neuen Wasserleitung für die Ortschaft eine aus Steinquadern gebaute römische Brunnenfassung, was nicht dasselbe ist und diese Fundstelle nicht als Teil der hier behandelten Wasserleitung erscheinen lässt. Nähere Unterlagen könnten sich im niederösterreichischen Landesmuseum befinden, weil auch (zumindest) eine römische Münze gefunden wurde. Auf eine „uralte Quelle“ beim Dianator des Lainzer Tiergartens wird hingewiesen. Ob diese Quelle mit der hier beschriebenen Wasserleitung in Verbindung stand, ist nicht belegt.
Nach anderen Vermutungen lag ein Beginn der Wasserleitung in Gumpoldskirchen oder bei Brunn am Gebirge. Details über Fundort und Ausmaße einer 1867 bei Brunn gefundenen Leitung sind nicht publiziert. Es wurde bei Brunn auch eine römische Siedlung gefunden, sodass selbst dann, wenn es dort Belege für eine lage- und bautechnisch passende römische Wasserleitung gäbe, noch keine verlässliche Aussage dahin möglich wäre, dass diese Leitung nach Wien geführt hätte oder Teil (Zubringer) davon gewesen wäre. Auch Mödling wird als Herkunftsort erwähnt. Dafür gibt es aber ebenfalls keine Fundstellen oder sonstige konkreten Belege.
Für einen südlicheren Beginn spricht allerdings das Bestreben in römischer Zeit, für die Trinkwasserversorgung möglichst kalkhaltiges Wasser zu verwenden, weil dadurch in den üblichen Leitungen aus Blei eine Schutzschicht aus Kalksinter entstehen konnte. Es wurde allerdings auch bereits bei der Quelle in Laab im Walde ein Gestein aus Kalkmergel festgestellt, während das Gebiet nördlich davon weitgehend aus Sandstein bzw. Flysch besteht, in dem nur einzelne Kalkklippen liegen.
1992 gab es noch weitreichende Unsicherheit über die Herkunft des Wassers vor der ersten Fundstelle in der Zemlinskygasse. 2022 wird die Herkunft aus dem Quellgebiet der Liesing als allgemein verbreitet geschildert.
Eine Dissertation aus dem Jahr 2000 erwähnt ebenfalls noch wie ältere Quellen, dass das Wasser aus der Nähe des Liesingtals in Perchtoldsdorf (sogenannte Herkulesquelle oder Herkulesbad, eine Quelle des Petersbaches beim Ortszentrum), aus Gumpoldskirchen (der eigentlichen Ursprungsquelle) und aus Brunn am Gebirge gekommen sein soll.
Eine weitere Vermutung geht dahin, dass die Wasserleitung im Gütenbachtal begonnen haben könnte, auch dort war kalkhaltiges Wasser vorhanden.
Es wird auch zur Diskussion gestellt, dass die Wasserleitung Zuleitungen aus mehreren Quellen hatte und daher mehrere mögliche Quellgebiete für ihren Beginn in Frage kommen. Eine dieser Zuleitungen wird für Lainz aus dem Gebiet Jagdschlossgasse-Rotenberggasse-Veitingergasse erwogen.

### Verlauf im Mittelteil
Die Wasserleitung verlief, soweit die Fundstellen dies nahelegen, vom Tal der Liesing am Osthang des Wienerwaldes über die Gebiete der Orte Kalksburg, Liesing, Atzgersdorf, Lainz und Hietzing bis zum Tal der Wien. Abschnitte der unterirdisch verlaufenden Leitung konnten in Rodaun, Liesing, Mauer, Hetzendorf und Hietzing verfolgt werden.

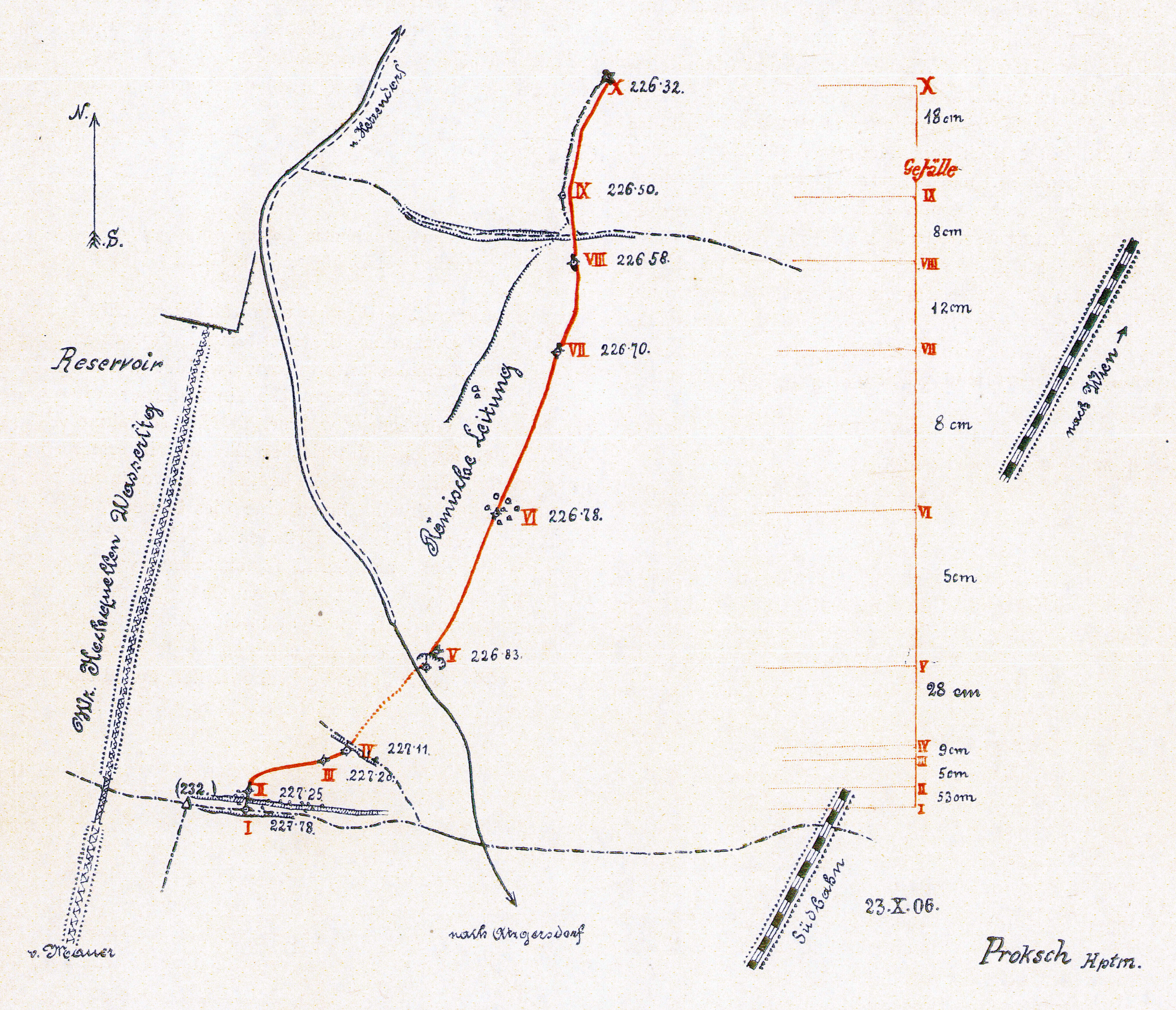
Verlauf der Wasserleitung südlich des Rosenhügels: unten Tullnertal (Stelle des Aquädukts), Lainergasse, schräglinks Stieglergasse, schräg Atzgersdorfer Straße, oben quer: Wundtgasse (Querung beim Kreisverkehr an der Südwestecke des Südwestfriedhofes, älterer Teil)

Am Rosenhügel verläuft die Leitung nach den Angaben der Grabung 1902 ungefähr 425 m östlich des Wasserspeichers Rosenhügel der 1. Wiener Hochquellenleitung und ca. 450 m westlich der Südbahntrasse beim früheren Bahnhof Atzgersdorf-Mauer.
Der Lauf der Leitung zwischen Rodaun und der Lainzer Straße ist etwa 10 km lang und hat einen Höhenunterschied von 30 m. Das ergibt ein durchschnittliches Gefälle von 0,3 %.
Der starke Knick, den die Wasserleitung zwischen Rosenhügelstraße und Fasangartengasse ausführt, führte schon bald nach den ersten Entdeckungen zu Unsicherheit, noch dazu, weil sich die Leitungstrasse dabei aus dem Einzugsgebiet der Liesing über eine kleine Wasserscheide in den Bereich des Wienflusses bewegt. Es wäre angesichts der Höhenverhältnisse auch vorstellbar, dass die Trasse nicht nach Westen, sondern nach Osten, Richtung des späteren Meidling, Margareten und Wieden zum Legionslager geführt hätte. Das setzt aber genaue Kenntnis der Höhenlagen zur Entstehungszeit der Leitung (und plausible andere Erklärungen für die Fundstellen bei der Fasangartengasse) voraus, wobei es wegen des geringen Gefälles der Leitung auf wenige Zentimeter ankommen kann. Für einen östlichen Verlauf der Leitung bestehen aber keine Anhaltspunkte.
Der Verlauf der Wasserleitung ist in mehreren Grafiken publiziert.

### Vermutetes Ende
Das genaue Ende der Wasserleitung ist unbekannt. Es wird angenommen, dass die Leitung im Lager Vindobona endete, das Vorhandensein eines „castellum aquae“, eines Wasserschlosses oder einer vergleichbaren Einrichtung, wird vermutet. Ob das Gebäude, auf das in dieser Quelle hingewiesen wird und das auf dem Plan des Lagers bei Alfred Neumann aufscheint, tatsächlich etwas mit einer Wasserversorgung zu tun haben könnte, ist ungeklärt. Auch ein Ende der Wasserleitung (mit einer oder mehreren Abzweigungen?) an einem anderen Ort mit Wasserbedarf (Mühle, Steinschleiferei?) oder direkt in der Zivilstadt bzw. einem Landgut wäre aufgrund der Höhenlage der Leitung denkbar. Auch dafür gibt es keine Belege. Die Zivilstadt liegt etwa 50 m tiefer als die Leitungstrasse beim Rosenhügel bzw. 60 m tiefer als die Wasserleitung bei Rodaun.
Es ist auch nicht bekannt, ob die Wasserleitung den Wienfluss bereits bei Hietzing oder erst später bei Meidling oder in der Gegend des Karlsplatzes gequert hätte oder ob ein unterirdischer Gang, der in der Sechshauserstraße 7 entdeckt wurde, ein Teil dieser Leitung war. Gegen eine Querung bereits bei Hietzing spricht, dass von Lainz bis dorthin ein relativ großes, für Freispiegelleitungen unübliches Gefälle zu betreuen gewesen wäre (die Energie des fließenden Wassers wäre am Ende des Gefälles durch Baumaßnahmen, z. B. ein Tosbecken, abzufangen gewesen). Es gibt auch keine Hinweise auf diesen Verlauf. Für eine Querung erst auf Höhe des Karlsplatzes könnte sprechen, dass dort ein Stück einer römischen Fernstraße gefunden wurde, die den Fluss mit einer Furt überquerte und neben der die Wasserleitung über einen leicht zugänglichen Aquädukt verlaufen sein könnte.
Als Grund für die fehlenden Hinweise auf den weiteren Verlauf der Leitung nach der Fundstelle in Lainz wird zur Diskussion gestellt, dass die Leitungstrasse zumindest teilweise von späteren Wasserleitungen benutzt und dabei die römischen Reste zerstört worden sein könnten. In Frage kommt dafür zunächst die Wasserleitung für das Belvedere, die auf Veranlassung durch Prinz Eugen um 1730 aus Ober St. Veit über Hietzing, das Gelände des späteren Schlosses Schönbrunn, Meidling und Gaudenzdorf bis zum Garten des Belvedere gebaut wurde. Es gab auch die Lainzer Wasserleitung, die aus einem Quellgebiet bei der Hofwiesengasse längs der Lainzer Straße um den Küniglberg herum durch die Tirolergasse in den Tiergarten Schönbrunn führte. Auf einem Plan der damaligen Villa Taussig auf der Höhe der späteren Alois-Kraus-Promenade (westliche Fortsetzung der Gloriettegasse) ist die K.K. Lainzer Hofwasserleitung eingezeichnet; es wird vermutet, dass diese Leitung (als Fortsetzung der Leitung der Fundstelle Lainzer Straße 119) genau auf der Trasse der alten römischen Wasserleitung lag. Ob die Siebenbrunner Hofwasserleitung oder die beiden zum Meidlinger Tor von Schönbrunn führenden Leitungen, die Hofküchenwasserleitung oder die Grünbergwasserleitung, auch Trassenteile der römischen Wasserleitung schnitten oder verwendeten, ist ungeklärt. Da das Gelände des Schönbrunner Schlossparks im Rahmen seiner Gestaltung tiefgreifend verändert wurde (z. B. für die Wasserversorgung des Neptunbrunnens), wird dort nicht mit Funden der Leitungstrasse gerechnet. Es wird angenommen, dass die Leitung auf der Höhe der Gloriettegasse südlich des späteren Neptunbrunnens und der künstlich angelegten Römischen Ruine ungefähr zur Pohlgasse und der Flurschützstraße verlief.
Belege darüber, dass die Wasserleitung das Legionslager und die Zivilstadt von Vindobona versorgt hätte, gibt es nicht. Die Leitung wird allerdings als dafür geeignet angesehen, wie ein Gutachten von Adolf Friedrich aus 1908 belegt. Zum Verlauf der Leitung im späteren Wien wird auf den Fund einer römischen Schotterstraße im Jahr 1903 hingewiesen, der als Begleitstraße der Wasserleitung gedient haben könnte.

## Bauweise
Die Wasserleitung war gemauert und für Reparaturen oder Reinigung durchkriechbar, wenn dafür nicht ohnedies die Abdeckung aus Steinplatten geöffnet wurde. Sie führte genug Wasser, um eine Siedlung mit ca. 20.000 Personen nach dem damaligen Stand der Technik zu versorgen. Ihr Gefälle lag in der Größenordnung von 0,06 % bis 1,3 %. Für den gesamten Verlauf zwischen Rodaun und dem Rennweg, der Gegend der Zivilstadt, wird bei einer Leitungslänge von 20 km und einer Höhendifferenz von 60 m ein Gefälle von 0,3 % erwähnt. Der Leitungskanal war ca. 60 bis 65 cm hoch und 40 bis 50 cm breit. Der Kanal war glatt verputzt, die Sohle ruhte auf einer ca. 15 cm dicken Schicht aus Ziegelstücken und Quarz-Kieseln. Der Wasserleitungskanal war mit Steinplatten abgedeckt und mit Erde zugeschüttet. Auf diese Weise konnten Verschmutzungen vermieden und auch Frostsicherheit erzeugt werden. Erweiterungen oder Vertiefungen in größeren Abständen dienten als Schlammabsetzer bzw. dem Auffangen von Sand und kleinen Steinen.

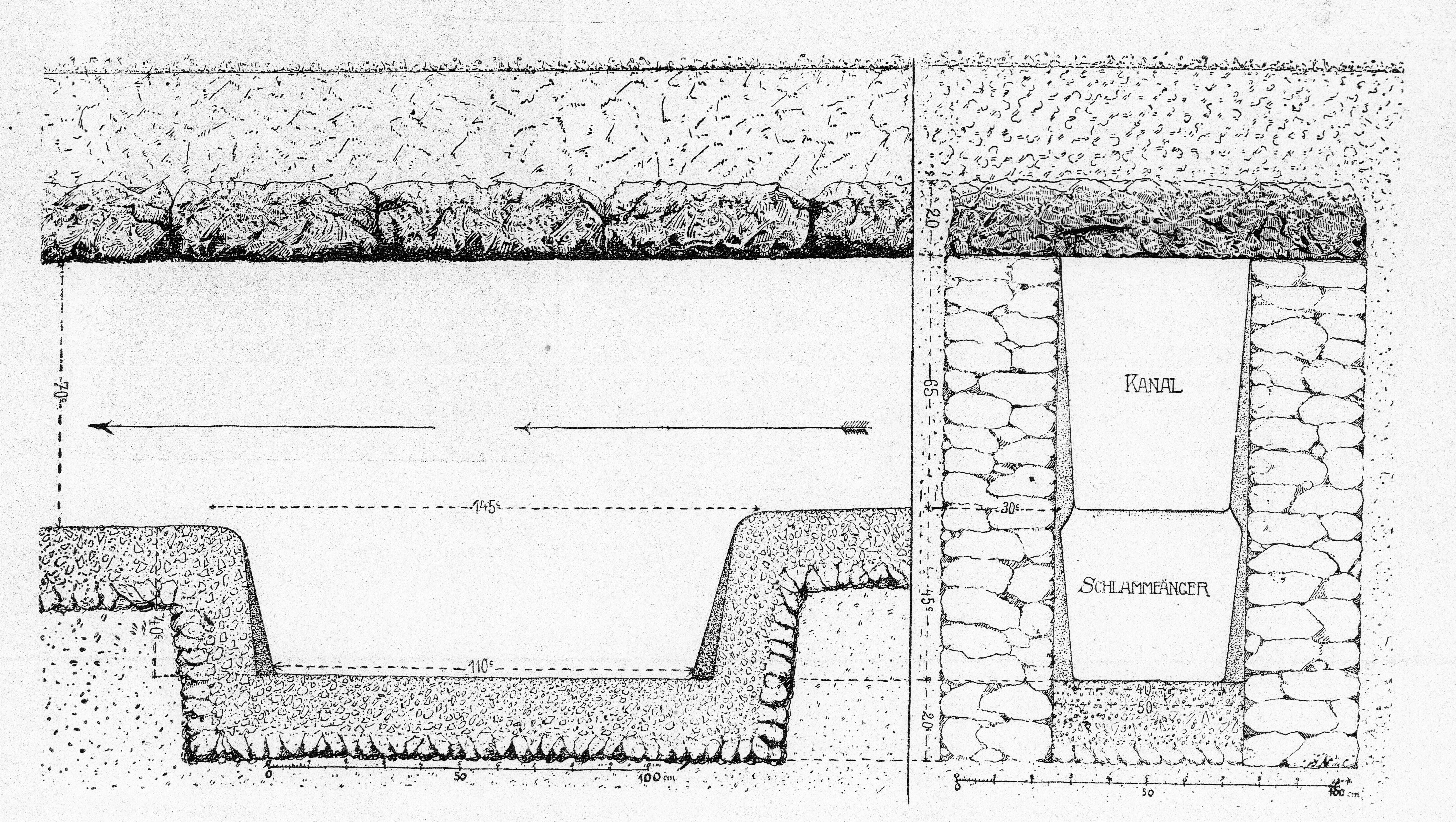
Schlammfänger im Verlauf der römischen Wasserleitung

Beim Mauermaterial soll es sich um Gussmauerwerk, „opus caementicium“, um den römischen Beton gehandelt haben. Der zuletzt zugängliche Fundbericht bestätigt das nicht: Nach dem Fundbericht der Grabung in Atzgersdorf besteht das Mauerwerk aus Bruchsteinen mit Kalkmörtel, wobei die Innenschicht zunächst mit einer 2–5 cm starken quarzsandreichen Putzschicht ausgekleidet war, die Abdichtung des Wasserlaufes ist mit einem rötlich gefärbten Ziegelsplittestrich (opus signinum) erfolgt.
Zur Transportkapazität der Leitung ist publiziert, dass sie vier bis acht Millionen Liter Wasser pro Tag liefern konnte. Das wird auch für den Bedarf der Tiere als ausreichend betrachtet. Da die Zivilstadt deutlich tiefer lag als das Lager, wird angenommen, dass auch die Zivilstadt über die Leitung mit Wasser versorgt wurde. In einer Quelle wird der Gedanke publiziert, dass die Leitung betrieben wurde, „… nicht so sehr um … das damalige Vindobona mit Trinkwasser, sondern mit Nutzwasser für Bäder zu speisen.“
Die Mauersteine, aus denen die Wasserleitung aufgebaut war, stammten weitgehend aus dem örtlich vorhandenen Gestein, oft aus Atzgersdorfer Kalksandstein, die Abdeckplatten waren Platten aus Flysch, der in der Gegend weitum vorkommt.
Römische Wasserleitungsziegel, welche bereits in der ersten Hälfte des 19. Jahrhunderts in der Wiener Innenstadt gefunden worden waren, waren mit dem Stempel der Legion X. und Legion XIII. versehen. Die Ziegelstempel zeigten die Aufschrift LECXCP. Ob sie zur hier behandelten Wasserleitung gehören (oder ob, wie in der Quelle erwähnt, sie zu einer anderen Wasserleitung aus Hernals gehörten), ist nicht belegbar. Bei Ausbesserungen der Wasserleitung wurden aber tatsächlich auch Ziegel der X. Legion gefunden, was auf solche Arbeiten im 2. Jahrhundert deutet.
Ob Spuren von Wasserleitungen, nach einer anderen Quelle direkt im Bereich der Siedlung Vindobona gefunden worden sein sollen, mit der hier behandelten Wasserleitung zusammenhängen, ist offen.
Zwischen Mauer und Atzgersdorf wurde in den Jahren 1902 bis 1905 ein 2,5 km langes Stück erforscht. Boden und Seitenwände waren massiv aufgemauert und mit wasserdichtem Mörtel verputzt. Die Höhe des Kanals betrug 60 bis 65 cm, die Breite etwa 50 cm; er verjüngte sich an der Sohle bis auf 40 cm. An der Oberseite war er mit Steinplatten abgedeckt. In dem untersuchten Teilstück konnten auch zwei Schlammabsetzer dokumentiert werden. Es handelte sich um zwei kleine Becken, etwa 30 cm tief und 70 cm lang, ihre Wände waren an der Einlaufstelle höher war als an der Abflussstelle. Das Gefälle der Leitung war möglichst gering gehalten, damit der Wasserdruck bei Volllast die Abdichtung der Leitungswände nicht zu sehr beanspruchte. Auf 2,5 km ergab sich ein Gefälle von nur 1,46 m.

## Fundstellen

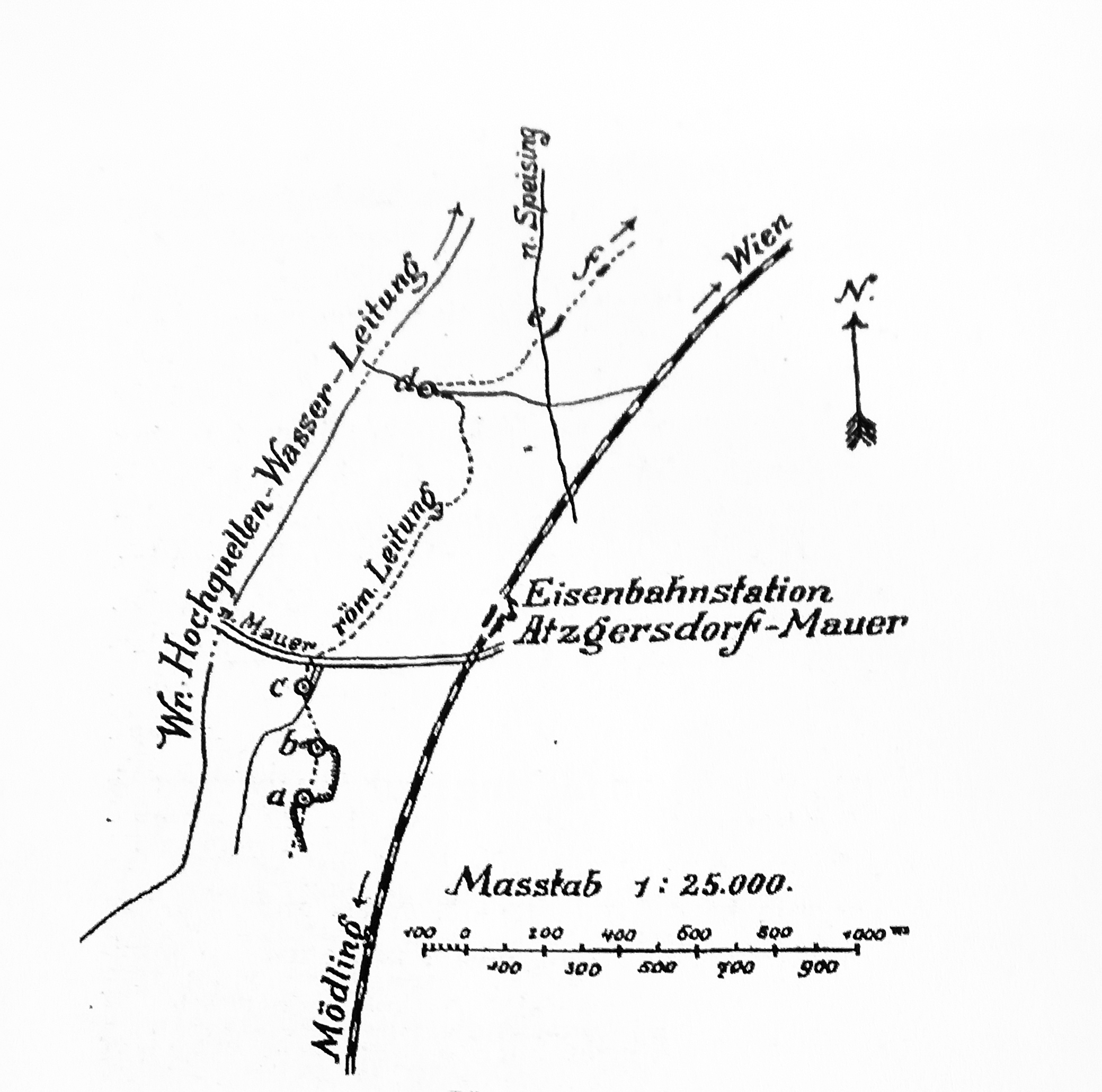
Verlauf der Wasserleitung in Atzgersdorf. Die Buchstaben bedeuten
a – (damals) erhaltenes Kanalstück am oberen Rand des Steinbruches der Firma Hödl;
b – spärliche Reste des charakteristischen roten Betons, wie er auf der ganzen Leitung feststellbar war;
c – beträchtliche Anhäufung von Bruchstücken des roten Betons in der unteren Wegböschung des Weilschen Weinkellers vor der späteren Endresstraße;
d – erhaltener Kanal in der Wegböschung an der Stelle der späteren Tullnertalgasse, an der sich der einzige dokumentierbare Aquädukt der Leitung befand;
e und f – 1902/03 aufgedeckte und wieder zugeschüttete Kanalstrecken mit steinernen Deckplatten

Die Trasse der Wasserleitung ist seit dem 19. Jahrhundert durch eine Reihe von Fundstellen im 23. und 13. Bezirk von Wien dokumentiert, erste Funde sind in den Steinbrüchen von Atzgersdorf für 1859, 1865, 1877 und 1903 erwähnt. Die Angaben über die örtliche Lage stammen aus der jeweiligen Fundzeit, sie müssen wegen Neubauten und Geländeveränderungen nicht immer verlässlich geblieben sein. Da sich die Fundstellen meist über mehrere Meter bis zu einigen Hundert Metern erstrecken, werden keine Koordinaten angegeben, um Scheingenauigkeiten zu vermeiden:
- Ob die römische Wasserleitung, die bei Laab im Walde gefunden wurde, mit der hier behandelten Wasserleitung in Verbindung stand (und ob dort damals tatsächlich eine Wasserleitung und nicht bloß nur eine Brunnenfassung gefunden wurde, siehe oben im Abschnitt zum Beginn), ist nicht belegt. Diese Fundstelle liegt im Norden der Ortschaft Laab im Walde östlich der Tiergartenstraße und der Franz-Wernhart-Straße.[15] Der Fundort ergab sich aus Aufschließungsarbeiten in Verbindung mit der 2. Wiener Hochquellenleitung im Sommer 1931.[13]
- Kreuzung Zemlinskygasse – Rodauner Straße – Hadersbergensteig: Dort wurde 1924 die Leitung gefunden, die Stelle galt 2022 als der am weitesten vom Legionslager Vindobona nachgewiesene Ort zum Verlauf der Wasserleitung.[57]
- Breitenfurter Straße 440: Auch dieser Fundort wurde 1924 entdeckt.[58]
- Breitenfurter Straße 422: Auf diesem Grundstück wurde die Leitung 1959 zwar teilweise zerstört, aber ihr Rest ist noch deutlich erkennbar und kann als Basis von Messungen im Rahmen von Verortungssystemen dienen.[59][58]
- Beim Bau der Brauerei Liesing wurden Reste der Leitung aufgedeckt.[22][20] In einer Quelle wird für diese Stelle ein Fund im Jahr 1938 genannt.[60]
- Rudolf-Zeller-Gasse 71a, an der Kreuzung mit der Anton-Krieger-Gasse:[61] Dort konnte ein 12 m (nach dem Fundbericht[50]: ca. 28 m) langes Teilstück der Wasserleitung ausgegraben werden. Über die Abdeckung oder die Höhe kann keine Aussage getroffen werden, weil keine Reste, auch kein Material eingestürzter Mauern, gefunden wurden. Da oberhalb des Leitungsrestes Keramikteile aus dem Spätmittelalter bzw. der Neuzeit gefunden wurden, wird davon ausgegangen,[50] dass die originalen Mauersteine zum Bau anderer Gebäude entfernt wurden. Der gefundene Rest hätte nicht an dieser Stelle verbleiben können (wegen notwendiger Leitungseinbauten, Kanälen usw.). Er wurde in Stücke zu ca. 60 Zentimeter zerteilt und an das Historische Museum der Stadt Wien, das Bezirksmuseum Liesing, das Wasserleitungsmuseum in Kaiserbrunn und andere Stellen verteilt.[29][62]
- Mehlführergasse 17: Beim Robinsonweg wurde die Wasserleitung beim Bau einer Fernheizleitung gefunden.[63]
- Es gibt bei Atzgersdorf im Bereich Endresstraße-Knotzenbachgasse eine Reihe von alten Fundstellen, die nicht genau dokumentiert wurden und deren Steine zumindest teilweise als Bausteine abtransportiert[20] wurden. Teilweise sind nur spärliche Bruchstücke des für die Leitung charakteristischen rotgefärbten Betons vorhanden. Bei der Querung des Knotzenbachtales könnte es auch einen Aquädukt gegeben haben, es gibt aber keine Hinweise darauf.[64]
- An mehreren Stellen zwischen Atzgersdorf und Mauer, so bei der Stenografengasse in der Nähe der Taglieberstraße wurde die Wasserleitung gefunden, aber auch dort nicht genau dokumentiert (älteste Funde bereits 1859).[65]
- In der Tullnertalgasse 68 fand am an der Kreuzung mit der Lainergasse und der Schmidlergasse einen weiteren Teil der Leitung.[66]
- Lainergasse 1:[67] Gefunden wurde ein 8,4 m langes Stück beim Bau eines Kellers 1958.
- Bei der Tullnertalgasse 76 bzw. der Ruzickagasse 7, etwa 75 m östlich des Aquäduktes der 1. Wiener Hochquellenwasserleitung, befand sich der einzige nachgewiesene Aquädukt der römischen Wasserleitung. Er führte über den (damals bestehenden) Niederreiterbergbach im Rosenberggraben.[65]
- Tullnertalgasse 5: In diesem Bereich beginnt der 1903 freigelegte über 2 km lange Abschnitt.[67]
- Wundtgasse und Südwestfriedhof, westlicher Teil: Bei Kabellegungsarbeiten, aber auch beim Ausheben von Gräbern wurde die Wasserleitung angeschnitten. Die Stelle liegt beim neuen Kreisverkehr mit dem Emil-Behring-Weg und nördlich davon im Südwestfriedhof, älterer Teil.[67][68]
- Es gibt in diesem Bereich zwei weitere Fundstellen für römische Wasserleitungsbauten, die aber nicht zu der hier behandelten Leitung gehören können, weil sie zu tief liegen: am Marschallplatz und in der Breitenfurterstraße 84. Es handelt sich vielleicht um Abzweigungen.[67] Ob daraus Hinweise abgeleitet werden können, dass die Wasserleitung zumindest in einem Teil ihres Bestehens zu einem Netzwerk aus Kanälen für die Wasserversorgung ihres Gebietes gehörte, ist offen.

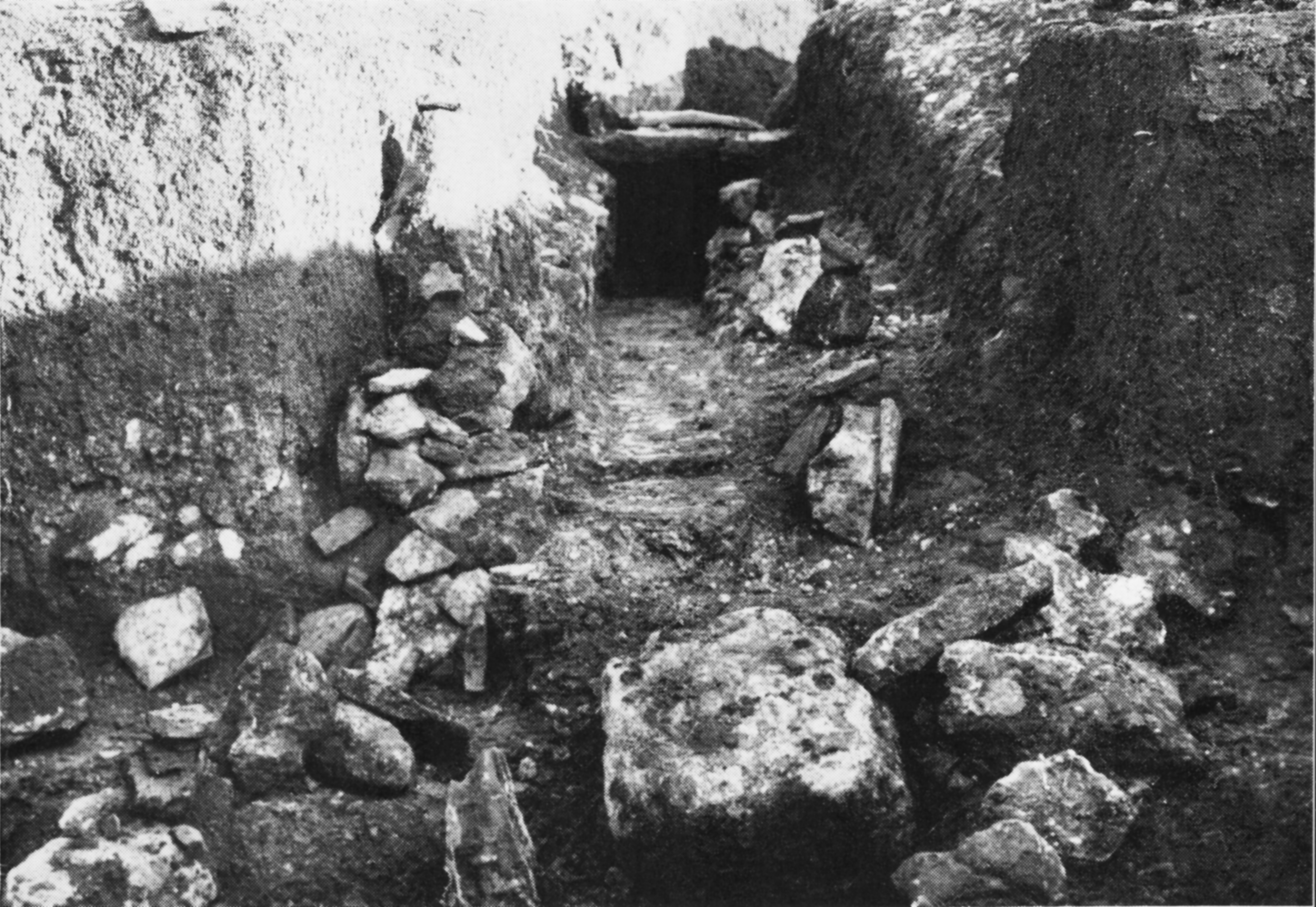
Fundstelle beim Aquädukt Tullnertalgasse, gesehen Richtung Norden

- Dorfmeistergasse 11: Bei einem Kanalbau wurde 1953 ein Leitungsteil entdeckt.[67]
- Rosenhügelstraße 88: Fund zwischen Helfertgasse und Schurzgasse 1926: Leitungsstück und Bruchsteinmauerwerk.[67]
- Premlechnerstraße 23 bis 17: Um 1910 wurde nach der Defreggerstraße mit der Querung der Münchenstraße ein ungefähr 100 m langes Teilstück ausgegraben.[70] Das Stück (in der Publikation bei Premleitenstraße Parzelle XXI. verortet) wurde als Verbindungsstück zwischen Rosenhügel und Küniglberg mit einer Kapazität von 8 121 000 Liter täglich charakterisiert.[71]
- Premlechnergasse 9: im hinteren Teil des Gartens befindet sich die Fortsetzung der Fundstelle von den höheren Ordnungsnummern dieser Gasse Richtung Rosenhügelstraße 26.[68]
- Rosenhügelstraße 26: Auf diesem Teilstück wurde 1921 im hinteren Teil des Grundstücks ein Leitungsstück mit Mauerwerk gefunden.[70] Nördlich dieses Fundortes befand sich zwischen dem Rosenhügelzug und dem Berg, auf dem die Gloriette steht, eine Mulde, in der die Wasserscheide zwischen Liesing und Lainzerbach/Wienfluss quert. Dort wurde die Wasserleitung im Bereich der Abermanngasse über die spätere Bahntrasse in einem Bogen zur Fasangartengasse bei der Olbrichgasse geführt.[72]
- Fasangartengasse 49: Im Jahr 1916 wurde ein Teil der römischen Wasserleitung entdeckt.[73] Die Länge der ausgegrabenen Leitung wurde mit 400 m angegeben.[74] Diese Fundstelle ist von der Stelle Fasangartengasse 59 nicht genau zu trennen.[75] In einer anderen Quelle wird von einer Länge von 500 m berichtet.[76]
- Fasangartengasse 59: 1913 wurden bei Erdarbeiten in geringer Tiefe beim Grundstück Fasangartengasse 59 rund 200 m lange Reste einer römischen Wasserleitung entdeckt. Als Fundort ist die Baustelle der „Ostmark-Cottageanlage“ (Ostmarksiedlung[77]) genannt. Es wurde publiziert, dass sich die Leitung längs der Fasangartengasse hinziehe und sich von Liesing über Mauer, Atzgersdorf, Lainz bis nach Wien verfolgen ließe.[78][79][80]
- Preleuthnersteig: Knapp neben der Fundstelle Fasangartengasse 59 wurde bei Bauarbeiten für ein neues Wohnhaus 1962 neuerlich die Leitung angeschnitten, ungefähr am oberen Teil des Preleuthnersteiges.[81]
- Pacassistraße 29: An der Kreuzung von Fasangartengasse und Pacassigasse (im Text Pacussi …) in Hietzing ist für den 30. März 1927 der Fund einer „römischen (?) Wasserleitung“ dokumentiert.[82] Mit Grabungsdatum 26. Februar 1928: Bei einer Kanalgrabung wurde die römische Wasserleitung geschnitten.[83] Das Gebiet befindet sich zwischen Geneegasse und Fritz-Moravec-Steig.[84]

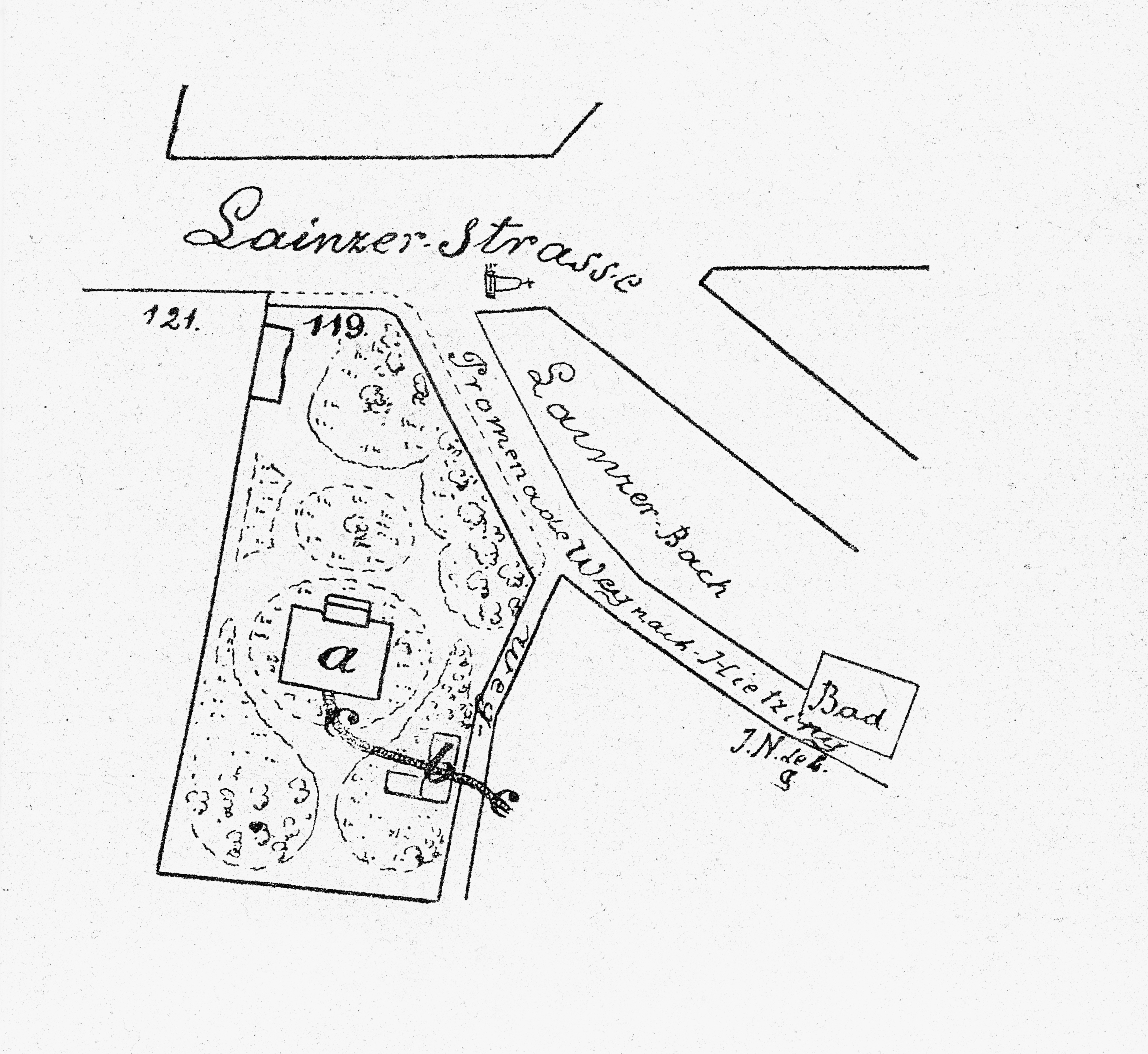
Lage der Fundstelle in der Lainzer Straße 119, Wien 13., Hietzing. Bedeutung der Buchstaben: a = Villa des Herrn Albert Jones, b = Gartenbau der Villa, bei dessen Fundamentarbeiten die Wasserleitung entdeckt wurde, c-c = Verlauf der entdeckten Wasserleitung, ca. 8 Meter von West nach Ost.

- Lainzer Straße 119: Um 1895 stieß man beim Bau eines Gartenhauses beim Grundstück Lainzer Straße 119 neben dem Rest eines Mosaikbodens auf eine Wasserleitung. Sie bildete einen Kanal von 50 cm Tiefe und fast gleicher Breite. Der Kanal war mit Ziegeln ausgelegt, seine Innenseiten mit einem 10 bis 15 cm dicken Zementmörtel mit kleinen Steinchen und Ziegelstücken verkleidet und mit einem feinen glattgeschliffenen Verputz bedeckt. Der Kanal wurde über acht Meter Länge von West nach Ost verfolgt. Eine frühe Publikation[85] enthält noch keinen Hinweis auf die hier behandelte Wasserleitung, in ihr wird vermutet, dass sich an der Stelle ein Landhaus mit einer kleinen Badeanlage befunden hätte und ein Stück Wasserleitung abweichend vom sonstigen Befund mit einer muldenförmigen Sohle erwähnt. Der Fundort mit einem kleinen Wasserbecken und einer Wasserleitung wird im großen Garten gegenüber der Einmündung der Bernbrunngasse (ab 1946: Münichreiterstraße) in die Lainzer Straße geschildert und als „zweifellos zu einem römischen Landhause gehörige Badeanlage“ beschrieben.[53] Die Stelle befindet sich unterhalb der Pacassistraße beim Malfattisteig. Bei Gerstbach wird zur Diskussion gestellt, dass es sich bei der gefundenen Anlage nicht um eine Badeanlage handelt, sondern um ein Vereinigungsbecken für die Verbindung zweiter Leitungen zwecks gemeinsamer Weiterleitung des Wassers, also um die Einmündung einer Beileitung.[86]